# Vladimir Popović – Španac
Vladimir Popović Vlado Lukin (Španac) (Bar, 27. siječnja 1914. – London 1. travnja 1972.) aktivist lijevog političkog usmjerena, vojnik, general, diplomat, političar za vrijeme SFRJ, suradnik Josipa Broza Tita.

## Životopis
Rodio se je 27. siječnja 1914. u Gornjim Brčelima, kod Bara, Kraljevina Crna Gora.
Za vrijeme pohađanja gimnazije u Cetinju 1930. godine postaje član SKOJ-a, dvije godine poslije 1932. godine postaje član KPJ.
Nakon zarvršene gimnazije u Cetinju odlazi na studije medicine Beograd gdje između 1935. – 1937. bio član i tajnik Sveučilišnog komiteta KPJ Beograd. Za vrijeme studija na beogradskom sveučilištu organizator i rukovoditelj revolucionarnog studentskog pokreta, više puta uhićen.  1937. je član izaslanstva jugoslavenskih studenata na Svjetskom kongresu studenata u Parizu (s Ivom Lolom RIbarom, Milovanom Lulom Matićem i Vladimirom Vladom Popovićem).
U Parizu upoznaje Josipa Broza Tita, i iste godine i Francuske dolazi u Španjsolsku, gdje pristupa španjolskoj republikanskoj armiji. Borio se u bataljonu "Georgi Dimitrov" 15. međunarodne brigade, a zatim u 129. međunarodnoj brigadi. Tajnik partijske organizacije Jugoslavena 129. međunarodne brigade. Dobio čin kapetana španjolske republikanske armije. Poslije poraza Španjolske republike, zajedno s drugim interbrigadistima, bio je zatvoren u koncentracijskim logorima u Francuskoj. Iz logora bježi 1939. godine i ilegalno se prebacio u Jugoslaviju.
U Beogradu 1939. godine ponovo preuzima dužnost sekretara Sveučilišnog komiteta KPJ, postaje član Pokrajinskog komiteta SKOJ-a za Srbiju i instruktor CK KPJ u Crnoj Gori i Dalmaciji.  Sudjeluje u radu Pete zemaljske konferencije KPJ, u listopadu 1940. godine koja se održala u Dubravi u Zagrebu. Na toj je zemaljskoj konferenciji KPJ održanoj od 19. do 23. listopada 1940. godine u Dubravi u Zagrebu izabran za kandidata CK KPJ.
Na sjednici Politbiroa 4. srpnja, 1941. u Beogradu, donesena je odluka o podizanju općenarodnog ustnaka; određen za izaslanika CK KPJ pri CK Komunistička partija Hrvatske. Pored dužnosti izaslanika (delegata) CK KPJ u CK KPH obavljao je razne druge odgovorne dužnosti. Od srpnja 1941. tajnik Operativnog rukovodstva CK KPH. Radio je na organiziranju ustanka u Hrvatskoj kao tajnik (sekretar) Operativnog rukovodstva CK KPH  U rujnu 1941. sudjelovao na vojno-političkom savjetovanju u Stolicama, i izabran za člana Vrhovnog štaba NOP odreda Jugoslavije. U proljeće 1942. postaje tajnikom Biroa CK KPH.
Imenovan je 1943. god. za političkog komesara Trećeg bosanskog korpusa Narodnooslobodilačka vojska Jugoslavije (NOVJ), a 1944. godine postaje komandantom istog korpusa. Te godine dobiva i čin general-majora. U ovom periodu korpus je vodio borbe za oslobođenje Bosne i stvaranje uvjeta za prodor jedinica u Srbiju.
Nakon oslobođenja Beograda u listupadu 1944. godine, V. Popović u studenom 1944. prelazi na rad u centralne organe nove Jugoslavije, radi u Vrhovnom štabu NOVJ i Centralnom komitetu KPJ.
Od 1945. godine počinje njegova diplomatska karijera: J. B. Tito ga šalje političkog i vojnog predstavnika u Bugarsku (čije postrojbe imaju presudan udio u potiskivanju snaga Osovine is Srbije 1944. god., te će potom imati veliki utjecaj u završnim operacijama u Jugoslaviji 1945. godine), a poslije postaje veleposlanik u Moskvi (dakle, kod vanjskopolitičkog pokrovitelja mladog jugoslavenskog komunističkog režima) i ovu dužnost obnaša između 1945. i 1948. Za vrijeme obnašanja svoje dužnosti kao veleposlanika u Moskvi, Vladimir Popović je 1946. godine imenovan član državnog izaslanstva pri Ujedinjenim narodima u New Yorku i također je 1946. godine bio član državnog izaslanstva na Mirovnoj konferenciji u Versaillesu, gde su sudjelovali predstavnici 21 zemlje nakon pobjede nad Njemačkom, Italijom i njihovim saveznicima. Za vrijeme svojeg poslanstva u Moskvi 1946. – 1947. sudjelovao u pregovorima o ekonomskoj suradnji sa Sovjetskim savezom.
Nakon nastupanja Informbiroa (Informacijski biro komunističkih i radničkih partija - organizacija stvorena od devet europskih država za koordinaciju njihovih zajedničkih interesa - postojala od 1947. do 1956.) došlo je do raskida odnosa između SSSR i FNRJ. Sovjetski savez je ekonomskom blokadom i drugim mjerama vršio pritisak na KPJ i FNRJ, i Popović odlazi i Moskve i vraća se u Beograd. Nakon svog povratka 1948. godine obavlja dužnost prvog pomoćnika Ministra vanjskih poslova. Iste godine postaje član Centralnong komiteta Komunističke partije Jugoslavije. 
Kao član državnog izaslanstva pri Ujedinjenim narodima 1949. godine ulazi pregovore sa zapadnim zemljama radi dobivanja ekonomske pomoći. Taj posao nastavlja kao veleposlanik u SAD-u (1950. – 1954.), u kojem vremenu uspijeva od SAD–a ishoditi za Jugoslaviju pomoć od 38 milijuna američkih dolara (vrijednost oko 378 milijuna USD iz 2016.); slanje američke pomoći u hrani obrazlagalo se "velikom sušom" u Jugoslaviji, koja je zapravo bila na rubu gladi zbog zavade s drugim komunističkim državama i istodobnom boljševičkom kolektivizacijom na selu, koja je prouzročila veliki pad poljoprivredne proizvodnje. Tijekom slanja pomoći, krajem 1951. god. su SAD uvjetovale daljnju suradnju - koja je s američke strane u principu bila motivirana podrškom usamljenom komunističkom režimu koji se usudio otkazati poslušnost Moskvi - oslobađanjem kardinala Alojzija Stepinca iz zatvora, te je on potom doista iz tamnice upućen u konfinaciju u rodnom Krašiću. Sudjelovao je V. Popović i u drugim pregovorima sa SAD-om, UK i Francuskom, gdje je komunistička Jugoslavija dobila pomoć u visini od 60 milijuna USD (582 milijuna USD iz 2016.).
Zbog uspjeha oko pregovora i ustupaka koje je uspio dobiti pregovorima od zapadnih zemalja 1952. godine odlikovan je Ordenom narodnog heroja. Imenovan je 1954. godine predsjednikom Odbora za vanjske poslove Savezne Skupštine FNRJ. Poslije diplomatskog djelovanja u SAD-u, od 1955. do 1958. godine obnaša dužnost veleposlanika za Kinu i Vijetnam.
Za člana Centralnog komiteta KPJ biran je na Petom, Šestom, Sedmom i Osmom kongresu, a na Devetom kongresu SKJ u Beogradu izabran je za člana Predsjedništva SKJ. U mirovini je bio članom Savjeta federacije.
Od povratka s veleposlaničke dužnosti u Kini 1958. do 1972. obnaša sljedeće dužnosti:
- član Prezidija Centralnoga Komiteta KP zadužen za vanjsku politiku,
- član Savezne vlade,
- predsjednik Komiteta za ekonomske odnose s inozemstvom,
- šef ekonomskih delegacija u zemljama Latinske Amerike,
- na dužnostima u zemljama članicama novostvorene organizacije nesvrstanih zemalja,
- tajnik Predsjedništva SFRJ do smrti 1972. godine.

U njegovu spomen dom kulture u Baru (Crna Gora) nosi njegovo ime, a ispred Doma je njegova bista.